# Sentarō Ōmori
Dans ce nom japonais, le nom de famille, Ōmori, précède le nom personnel mais cet article utilise l'ordre occidental où le prénom précède le nom..
Pour les articles homonymes, voir Ōmori.
Sentarō  Ōmori (大森 仙太郎, Ōmori Sentarō), né le 3 octobre 1892 et mort le 24 décembre 1974 était un vice-amiral de la Marine impériale japonaise pendant la Seconde Guerre mondiale. Spécialiste de la conduite des destroyers, il commandait la 1re Escadre de Destroyers chargée de protéger les porte-avions à l'attaque de Pearl Harbor et pendant le raid sur Ceylan. Il participe à l'attaque des îles Aléoutiennes, en juin 1942. Il succède au vice-amiral Takagi à la tête de la 5e Division de Croiseurs en novembre 1942 et est remplacé par le contre-amiral Hashimoto, après avoir été tenu en échec à la bataille de la baie de l'Impératrice Augusta. Promu vice-amiral, il termine la guerre responsable des kaiten, torpilles humaines-suicides.

## Carrière

### Avant la guerre du Pacifique
Sentarō Ōmori est né dans la Préfecture de Kumamoto. Admis en 1913 à l'Académie navale impériale du Japon dans la 41e promotion, diplômé 16e sur 118 élèves, il embarque comme midship (Shōi Kōhosei) sur le croiseur cuirassé Adzuma, sur le croiseur de bataille Kongō et sur le cuirassé pré-dreadnought Iwami (ex-russe Orel). Comme enseigne de vaisseau (Shōi et Chūi) de 1914 à 1919, il sert sur le Kongō et le Yamashiro, puis il suit les cours de base de l'École de Canonnage et de l'École de Torpillage. Il embarque ensuite sur le destroyer de 3e classe Shirayuki. Comme lieutenant de vaisseau (Daii) de 1919 à 1925, il suit les cours avancés de l'École de Torpillage. Il sert  sur les destroyers Ashi and Nokaze,  et sur le cuirassé Mutsu avant de recevoir son premier commandement , le 1er décembre 1923, le destroyer Hibiki. En 1924, il sert sur le croiseur de bataille Haruna, et pendant cette période il est instructeur à l'École de Torpillage.  Comme capitaine de corvette (Shōsa ) de 1925 à 1930, il enseigne à l'École de Torpillage et rejoint l'état-major de la 1re Flotte, puis prend le commandement des destroyers Namikaze et Kamikaze. Promu capitaine de frégate (Chūsa) en 1930, il reçoit, en 1931,  le commandement du Yugiri, jusqu'à ce qu'il rejoigne, fin 1932, l'état-major du District naval de Kure. Il continue d'enseigner à l'École de Torpillage et à l'École des Communications. En octobre 1934, il prend le commandement du 16e groupe de destroyers. Promu capitaine de vaisseau (Daisa), en novembre 1934, il prend un an plus tard la tête du 21e groupe de destroyers , puis suit à partir de décembre 1936, les cours de l'École de Guerre navale. Il est nommé en septembre 1937 commandant du bâtiment de soutien d'hydravions Kamikawa Maru. À partir de décembre 1937, il est chef instructeur à l'École de Torpillage. En novembre 1939, il reçoit le commandement du cuirassé Ise. En octobre 1940, il est nommé Commandant de la 1re Escadre de Destroyers, et est promu contre-amiral le 15 novembre 1940.

### À la tête de la1reEscadre de destroyers

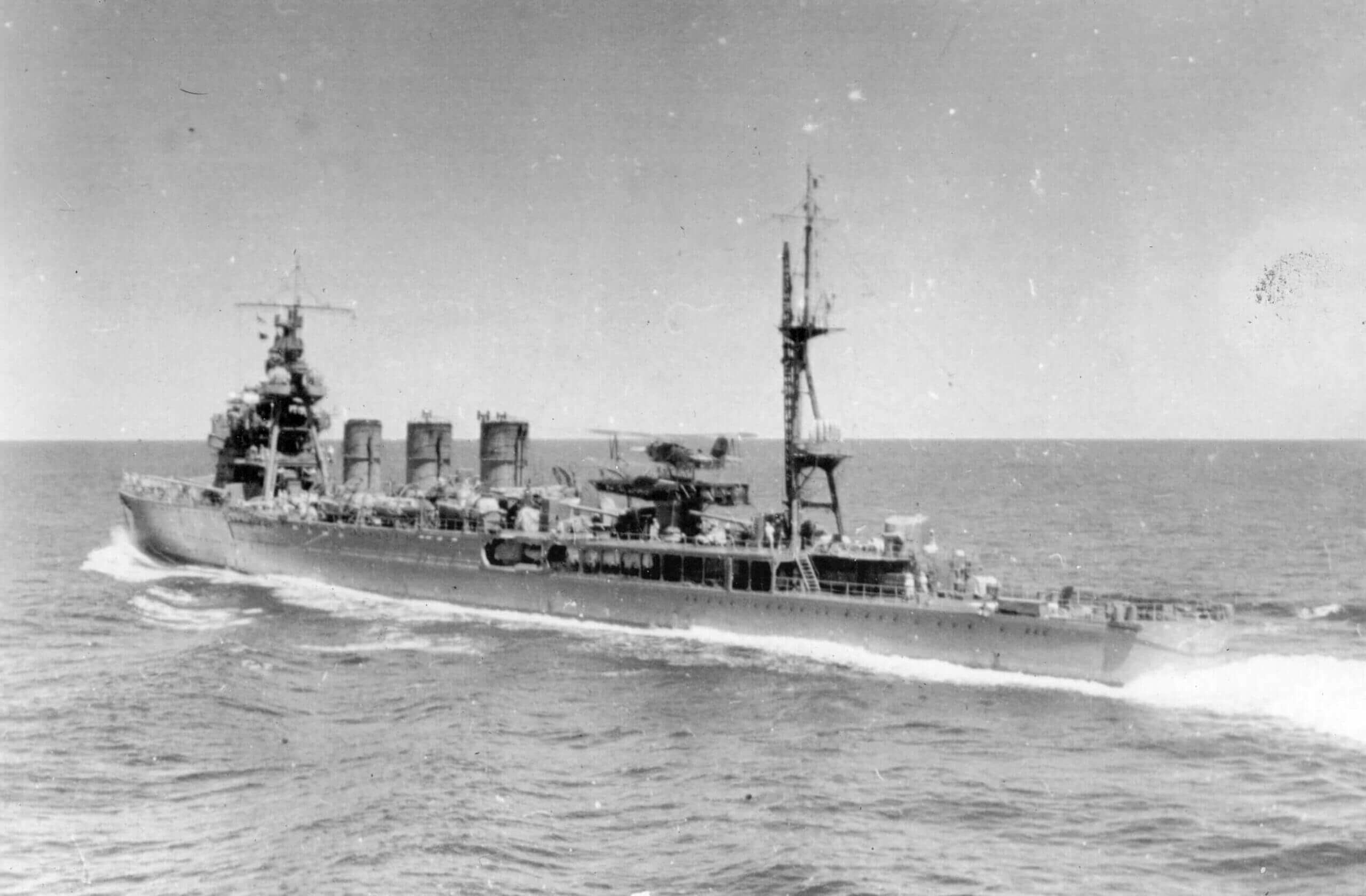
Le croiseur Abukuma a été le navire amiral du contre-amiral Ōmori, commandant de la 1ère Escadre de Destroyers.

Au début de la guerre du Pacifique, le contre-amiral Omori conduit la 1re Escadre de Destroyers, avec dix  bâtiments des 7e ,17e et 18e Divisions, qui doit assurer la protection des porte-avions de la 1re Flotte Aérienne, c'est-à-dire des six porte-avions lourds du vice-amiral Nagumo à l'attaque de Pearl Harbor. En janvier, la 1re Escadre de Destroyers accompagne les porte-avions qui appuient l'attaque de Rabaul en Nouvelle-Bretagne et Kavieng en Nouvelle-Irlande. En février, après une vaine recherche des porte-avions américains qui ont effectué un raid sur Kwajalein, elle escorte les porte-avions, au cours du bombardement de Port-Darwin. En fin mars, elle quitte le mouillage de la baie de Staring (en) aux Célèbes, pour accompagner le raid sur Ceylan. La 1re Escadre de Destroyers rentre au Japon, fin avril, après une vaine tentative de recherche des porte-avions américains qui revenaient du raid sur Tokyo.
Le 20 mai, le contre-amiral Ōmori, avec l'Abukuma part rejoindre la 5e Flotte, basée à Ōminato,
au nord de Honsho, pour conduire la Force d'Invasion d'Attu, dans les îles Aléoutiennes. Attu est occupée le 7 juin. Il va rester dans ces eaux, opérant entre Ōminato, Parmushiro dans les îles Kouriles, et Attu, jusqu'en novembre. Il est alors nommé à la tête de la 5e Division de Croiseurs, où il succède au vice-amiral Takagi.

### Comme commandant de la5eDivision de Croiseurs
Le contre-amiral Ōmori met sa marque sur le croiseur Myōkō  et accompagne des renforts de troupes pour les garnisons des Îles Salomon, à la fin de 1942. Il participe à la couverture éloignée des opérations d'évacuation de Guadalcanal (Opération Ke), au début de 1943, puis reprend l'escorte des renforts acheminés vers les Salomon. Lorsqu'en mai les Américains entreprennent une offensive dans le secteur des Aléoutiennes, la 5e Division est renvoyée dans le Pacifique nord, mais elle ne va pas au-delà des îles Kouriles, en raison de la reconquête rapide d'Attu, après des combats difficiles. Elle participe en revanche à la couverture de l'opération d'évacuation de Kiska, qui s'effectue sans combats en juillet.
Les Américains ont alors commencé leur offensive dans les îles Salomon, au nord  de Guadalcanal, aussi la 5e Division est rappelée dans le Pacifique du Sud-Est, pour escorter les convois de renforts qui y sont envoyés, mais le haut-commandement naval japonais n'engage en première ligne que les escadres de destroyers, aux batailles du golfe de Kula, de Kolombangara et de Vella Lavella notamment.  
Mais lorsqu'en novembre 1943, les U.S. Marines ont débarqué sur Bougainville au cap Torokina (opération Cherryblossom), le contre-amiral Ōmori a  appareillé de Rabaul, avec les croiseurs Myōkō et Haguro de la 5e Division, le croiseur léger Agano, et six destroyers de la 3e Escadre de Destroyers, conduits par le contre-amiral Ijuin, sur le Sendai, pour aller attaquer les transports américains. Mais, le 2 novembre, il a dû affronter quatre grands croiseurs légers américains, aux ordres du contre-amiral Merrill et huit destroyers de la 23e division du capitaine de vaisseau Arleigh Burke, à la bataille de la baie de l'Impératrice Augusta. Le contre-amiral Ōmori y est tenu en échec, perdant le Sendai et un destroyer. Il rentre à Rabaul et en repart le 4 pour Truk, ce qui lui évite de subir le terrible bombardement du 5 novembre 1943 à Rabaul. 

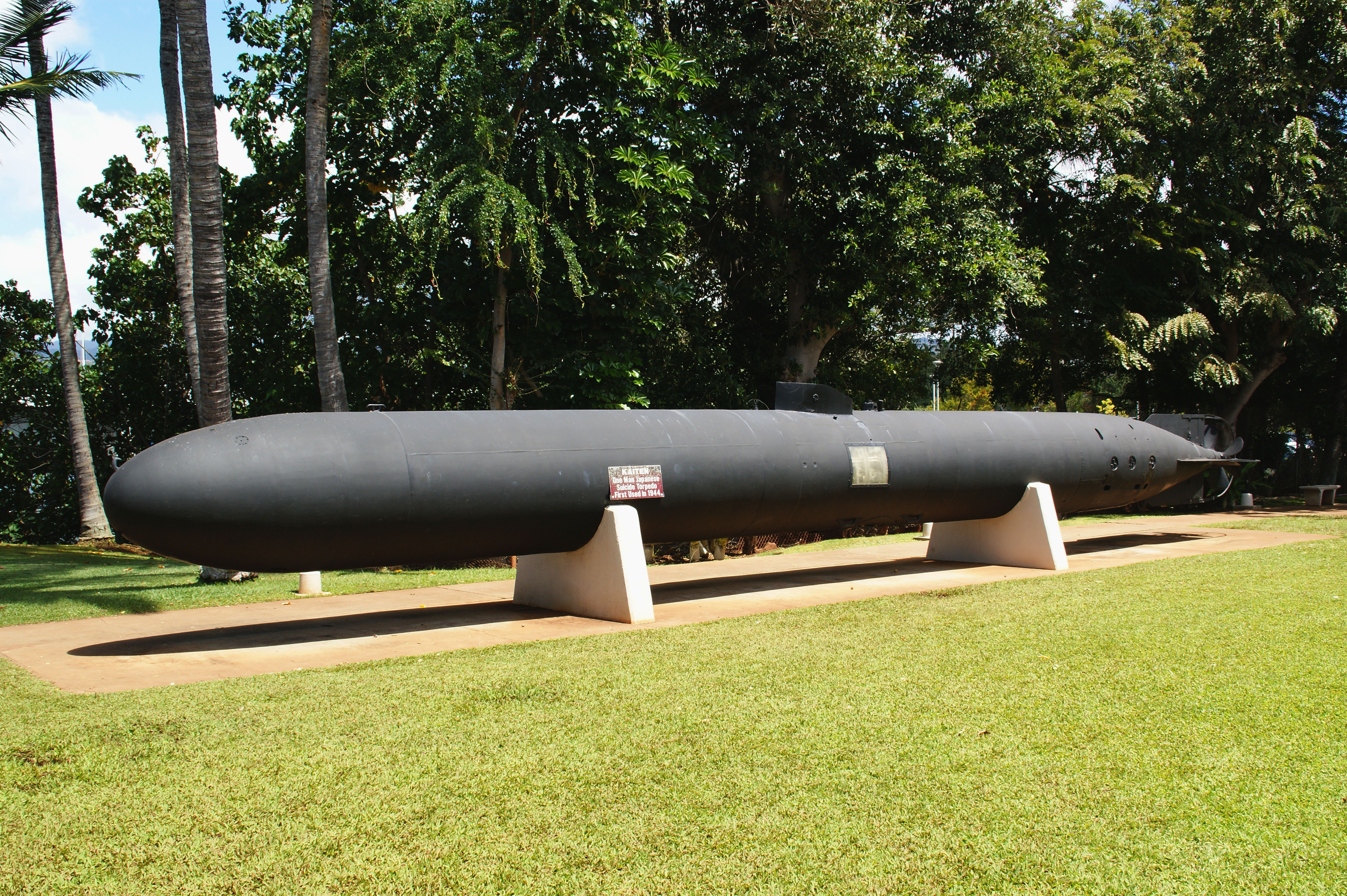
Kaiten de type 4

Fin novembre 1943, le contre-amiral Hashimoto remplace à la tête de la 5e Division de Croiseurs le contre-amiral Ōmori, qui est nommé directeur de l'École de Torpillage, poste que vient de libérer la nomination du contre-amiral Hashimoto.
Le contre-amiral Ōmori est promu vice-amiral le 1er mai 1944, six mois et demi avant ses camarades de la 41e promotion de l'Académie navale d'Etajima, Tanaka et Hashimoto. En septembre 1944, il est nommé directeur de la Division Spéciale d'Attaque du Ministère de la Marine, c'est-à-dire responsable des kaiten, les torpilles humaines-suicides.
Versé dans la réserve en octobre 1945, il meurt en décembre 1974.